# Вилијам Ричард Џозеф Кук
Сер Вилијам Ричард Џозеф Кук (10. април 1905. – 16. септембар 1987) био је британски математичар и државни службеник.
Дипломирао је на Бристолском универзитету, а 1928. године се запослио у Вулвич Арсеналу радећи на бродским топовима калибра 152,4 mm и ракета за противваздушну одбрану калибра 76 mm. Током Другог светског рата био је заменик управника пројекта за развој пројектила. Након рата постао је директор Министарства за снабдевање ракетним погоном у Весткоту, Бакингамшир. Постао је члан научне службе краљевске морнарице 1947. године, где је био начелник од 1950. до 1954. године, када је постао заменик шефа групе за оружје новоосноване Управе за атомску енергију Уједињеног Краљевства (УКАЕА). Под његовим руковођством је Британија развила хидрогенску бомбу. Био је присутан као научни директор нуклеарног теста операција грапл на острву Малден у мају и јуну 1957. године и успешног термонуклеарног теста на Божићном острву у новембру 1957. године. Постао је члан Управе за атомску енергију Уједињеног Краљевства за инжењеринг и производњу и надгледао је експанзију цивилне нуклеарне индустрије.
Кук се вратио Министарству одбране 1960. године као један од два заменика главног научног саветника Министарства одбране. Кук је био главни научни саветник Министарства одбране од 1966. до 1970. године, када се пензионисао из државне службе. Он је надгледао развој оружја као што су Панавија торнадо, Рапир ракета земља-ваздух, авион Јагуар и хаубица ФХ70. Након што је Ролс-Ројс банкротирао 1970. године, он је заседао одбор који је одлучио да се развој млазног мотора РБ211 настави. Када је Ролс-Ројс национализован 1971. године, постављен је за једног од директора. Пензионисао 1976. године, али је наставио да помаже компанији наредних четири године. Био је такође и директор ГЕЦ Маркони Електронике од 1972. до 1979. и БАЕ Поморских Система од 1971. до 1975. године. Био је и саветник Британског Телекома од 1982. до 1985. године.

## Детињство и младост
Вилијам Ричард Џозеф (Бил) Кук рођен је у Троубриџу, Вилтшир, 10. априла 1905. године, као најстарији син Џона Кука, железничког инспектора и његове жене, Еве (бивша Бубијер). Имао је млађу сестру Стелу и млађег брата Леонарда. Образовао се у Тринити школи и мушкој средњој школи у Троубриџу. Стекао је диплому више школе са посебним одликама из математике, за које је награђен стипендијом за универзитет. Студирао је на универзитету у Бристолу, где је и дипломирао 1925. године. Након тога је добио Диплому образовања 1925. и Мастер у области науке 1927. године са својом дисертацијом на тему „Силе између атома и јона”.

## Ракете
Кук је радио као хонорарни предавач и асистент Џона Ленарда-Џоунса. Размишљао је о томе да постане учитељ, али је 1928. године уместо тога изабрао да постане државни службеник запосливши се у краљевском Арсеналу у Вулвичу као библиотекар. У почетку је тамо радио у области спољне балистике Истраживачког Института, где је развио Кукову камеру. Она је коришћена за истраживње проблема нетачности поморских топова Kраљевске морнарице. Извор проблема је пронађен у експлозивним таласима који су утицали на прецизност суседних топова и решен је одлагањем паљбе средњег топа за неколико милисекунди. Оженио је Грејс Парнел 1929. године. Имали су ћерку Бети.
Кук је послат да ради на ракети за противваздушну одбрану калибра 76 mm, која је била замисао лорда Чарвила и Данкана Сандиза, 1953. године. Ракета је имала проблем, бездимни барут није могао да се веже за спољни омотач. Кук је водио пројеат који је ово исправио, омогућивши да се ракете развију 1940. године, са првом батеријом која је била под Сандизовом командом, у време подршке ваздушној одбрани Британије током Другог светског рата. Кук се развео са Грејс 1939. године и оженио је Гладис Ален, библоитекарку у Вулвичу. Имали су сина, Роберта Антонија и ћерку, Елизабет Мери. Институт за развој ракета се преместио из Вулвича у Форт Хастелд, а затим у Аберпорт 1940. године, где је постао Институт за развој пројектила, са Алвином Кроуом као контролором пазвоја пројектила и Куком као његовим замеником.
Кук је замољен да пружи стручно мишљење војној обавештајној служби о томе како су Немци развијали далекометне ракете. Чарвил, Кроу и Кук су се сложили да су далекометне ракете на течно гориво биле технолошки недостижне и да би ракете на чврсто гориво које користе бездимни барут биле непрактично велике. Вернер фон Браон је доказао да нису били у праву успешним развићем V-2 ракете. Кук се тада окренуо истраживању механизама за навођење ракета за британске течне кисеоник-петрол/вођене ваздушне пројектиле (ЛОП/ГАЛ) ракете на течно гориво. Након рата постао је директор Министарства за снабдевање ракетним погоном у Весткоту, Бакингамшир.

## Нуклеарно оружје
Финансирање Установе за ракетни погон било је шкрто и 1947. године шеф краљевске морнарице (ЦРНСС), Фрeдрик Брундрeт, регрутовао је Кука као директора физичког изтраживања. На овој позицији, Кук је био фокусиран на подводно ратовање, конкретно детекцију подморница. Године 1950. Брундрет је постао заменик главног научног саветника Министарства одбране Сер Хeнрија Tизарда и Кук га је наследио на месту ЦРНСС-а. Он је 1. јануара 1951. године постао Пратилац Реда Бата. Тизард се повукао убрзо након избора 1951. године који су вратили Конзервативну странку Винстона Черчила на власт и наслеђен је од стране Сер Џона Кокрофта. Али Кокрофт је такође био и директор Центра за истраживање атомске енергије у Харвелу, Oксфордшир, и није био у стању да посвети довољно времена обема улогама. Стога га је Брандрет наследио на месту главног научног саветника Министарства обране 1954. године. Брандрет је затражио од Кука да постане председник Одбора за истраживање у области обране.
Кабинет је 27. јула 1954. године пристао на развој хидрогенске бомбе. Тежина овог задатка би највише пала на рамена Сер Вилијама Пенија, који је именован за шефа групе за оружје новоосноване Управе за атомску енергију Уједињеног Краљевства (УКАЕА). Да би му помогао, Пени је предложило да се Кук именује за његовог заменика. Сер Џефри Тејлор је ово подржао и Лорд председник Савета, Маркиз од Салисбурија, уверио је Првог морског лорда, Родрика МекГригора да пусти Кука да ради са Пенијем. Кук је започео рад у Установи за атомско оружје у Aлдермастону 1. септембра 1954. године. Његов задатак је био да управља Британским програмом за хидрогенску бомбу. Признао је главном научнику, Самјуелу Курану: „Ја нисам прави научник.”
Иако су Пени и Кук имали веома различите темпераменте, развили су добар радни однос. За време Кука „установа је радила као сат, све је било добро документовано, било је доста отворене расправе и све је радило у кратком временском року.” Кук је чврсто држао посао под контролом помоћу Одбора за развој оружја, који је основао у априлу 1956. године. Научници који су радили на пројекту су се сагласили да Британија не би развила хидрогенску бомбу без Кука, мада је Кук дао заслуге Пенију. Кук је био присутан као научни директор нуклеарног теста операција грепл на острву Малден у мају и јуну 1957. и успешног термонуклеарног теста на Божићном острву у новембру 1957. године. Постао је најнижи чин витеза у Новогодишњим почастима 1958. године.

## Управa за атомску енергију Уједињеног Краљевства (УКАЕА)
Кук је постао члан УКАЕА-е за инжењеринг и производњу 1. фебруара 1958. године уместо Сер Кристофера Хинтона који је постао директор Одбора за снабдевање електричном струјом. На упит Лорда Флека производња је одвојена од УКАЕА-ине индустријске групе у јулу 1959. године и Кук је постао члан за развој и инжењеринг. У априлу 1961. године обе две функције су одвојене и Кук је постао главни у групи задуженој за реакторе. Британска Влада је 1957. одлучила да унапреди производњу електричне струје нуклеарном енергијом и да организује грађевински програм пади постизања капацитета од 5000 до 6000 мегавата до 1965. године, четвртину потреба Уједињеног Краљевства.
Кук је био задужен за четири Магнокс реактора у Колдер Холу, четири реактора у изградњи у Чепл Кросу и фабрику за обогаћивање уранијума у Кепенхурсту. Од Хинтона је наследио сукоб одговорности за развој реактора између индустријске групе и Кокрофтове истраживачке групе. Кокрофт је желео да то буде истраживачка група и предложио је изградњу истраживачког центра у Винфриту са истраживачким реакторима мале снаге за тестирање различитих комбинација расхладних течности, модератора неутрона и нуклеарних горива. На крају, Кокрофт је превладао и Винфрит је изграђен. Кук се углавном бавио развојем нових реактора. Развијено је доста нових врста, укључујући напредни реактор са гасним хлађењем (АГР) у Виндскелу, који се сматра природним наследником Магнокс реактора; Брзи оплодни реактор (ФБР) у Дунреју; реактор високе температуре Змај у Винфриту. Поред тога, под Уговором о узајамној одбрани УК и САД из 1958. године Краљевска ратна морнарица је добила приступ реактору са водом под притиском, технологији коришћеној у америчким атомским подморницама. Био је изабран за сарадника Краљевског друштва 1962. године.

## Министарство одбране
Кук се 1960. године вратио у Министарство одбране као један од двојице заменика главног научног саветника Министарства одбране, Сер Соли Закермана, док је други био Алан Котрел. Ово су била турбулентна времена за Министарство одбране, због ограниченог буџета који је често доводио до жестоких расправа о набавци нових оружаних система, посебно БАЦ ТСР-2, који је на крају отказан. Кук је учествовао у преговорима са Француском, а касније и Немачком и Италијанском владом, да се направи замена, која је коначно коришћена од стране Краљевског ратног ваздухопловства као Панавија торнадо. Успео је и да спаси проблематичан пројекат познат као ПТ428, који је касније постао Рапир ракета земља-ваздух.
Контроверзна Бела књига одбране из 1966. године довела је до оставке Закермена, а онда и Котрела. Кук је онда служио као главни научни саветник у Министарству одбране од 1966. до 1970. године када се пензионисао из државне службе, иако је заседао одборе нуклеарне сигурности до 1981. године. Учествовао је у неколико пројеката, укључујући авион Јагуар, комуникациони систем Милард и хаубицу ФХ70. Премијер Харолд Вилсон је 1967. године је послао Кука да обавести француског војног аташеа у Лондону, Пуковника Андреа Тулуза, о британском пројекту хидрогенске бомбе. Француски пројекат хидрогенске бомбе је заустављен и Вилсон се надао да би помоћ могла утицати на Председника Француске, Шарла де Гола, да одобри приступање Уједињеног Краљевства Европској заједници. Дао је Французима назнаке шта неће радити и сугерисао да је њихов предложен дизајн превише комплексан. Ово се показало као довољно да постави Француске научнике на прави пут и Француска је успешно тестирала хидрогенску бомбу 24. августа 1968. године. Упркос томе, де Гол је уложио вето на чланство Уједињеног Краљевства у Европској економској заједници по други пут. За своју службу Кук је унапређен у Витеза Команданта Реда Бата у Рођенданским Почастима 1970. године.

## Каснији живот
Након што је Ролс-Ројс банкротирао 1970. године, државни секретар за одбрану Лорд Керингтон је питао Кука да заседа одбор који је требало да одлучи да ли ће се развој млазног мотора РБ211 наставити. Он је предложио да се настави. Када је Ролс-Ројс национализован 1971. године, постављен је за једног од директора. Пензионисао се са места директора 1976. године, али је наставио да помаже компанији наредних четири године. Био је директор ГЕЦ Маркони Електронике од 1972. до 1979. и БАЕ Поморских Система од 1971. до 1975. године. Био је и саветник Британског Телекома од 1982. до 1985. године.
Кук је претрпео јак мождани удар после ког није повратио свест и умро у лондонској Вестминстерској болници 16. септембра 1987. године.